# غاريت براون جونيور
غاريت براون جونيور (بالإنجليزية: Garrett Brown, Jr.)‏ هو محامي وقاضي أمريكي، ولد في 20 مارس 1943 في أورانج ‏ في الولايات المتحدة.